# Silvolde
Silvolde (Nedersaksisch: Sillevolde of Zillewold) is een dorp in de Achterhoek, gelegen in de provincie Gelderland, Nederland. Het maakt deel uit van de gemeente Oude IJsselstreek en ligt direct aan de stad Terborg. Silvolde heeft ongeveer 5.549 inwoners. Het dorp heeft een landelijk karakter, typisch voor de Achterhoek, en biedt verschillende lokale voorzieningen. Door de goede verbindingen met omliggende plaatsen, zoals Doetinchem, is Silvolde een aantrekkelijke woonlocatie.
Op het gebied van onderwijs biedt Silvolde diverse mogelijkheden. Voor voortgezet onderwijs zijn er scholen zoals het Almende College met de locaties Isala en Laudis. Voor basisonderwijs kunnen kinderen terecht op onder andere De Plakkenberg en De Bontebrug.

## Herkomst naam
De naam Silvolde komt voor het eerst voor in het jaar 1188. Silvolde komt van: sil het Germaanse woord suli, een huis dat uit één ruimte bestaat. Volde komt van het woord wold, grond begroeid met elzen, wilgen en laag struikgewas. Dit is niet de enige verklaring van de naam, alternatief kan de naam Silvolde komen van de woorden Isala (IJssel) en wold (woud).

## Geschiedenis

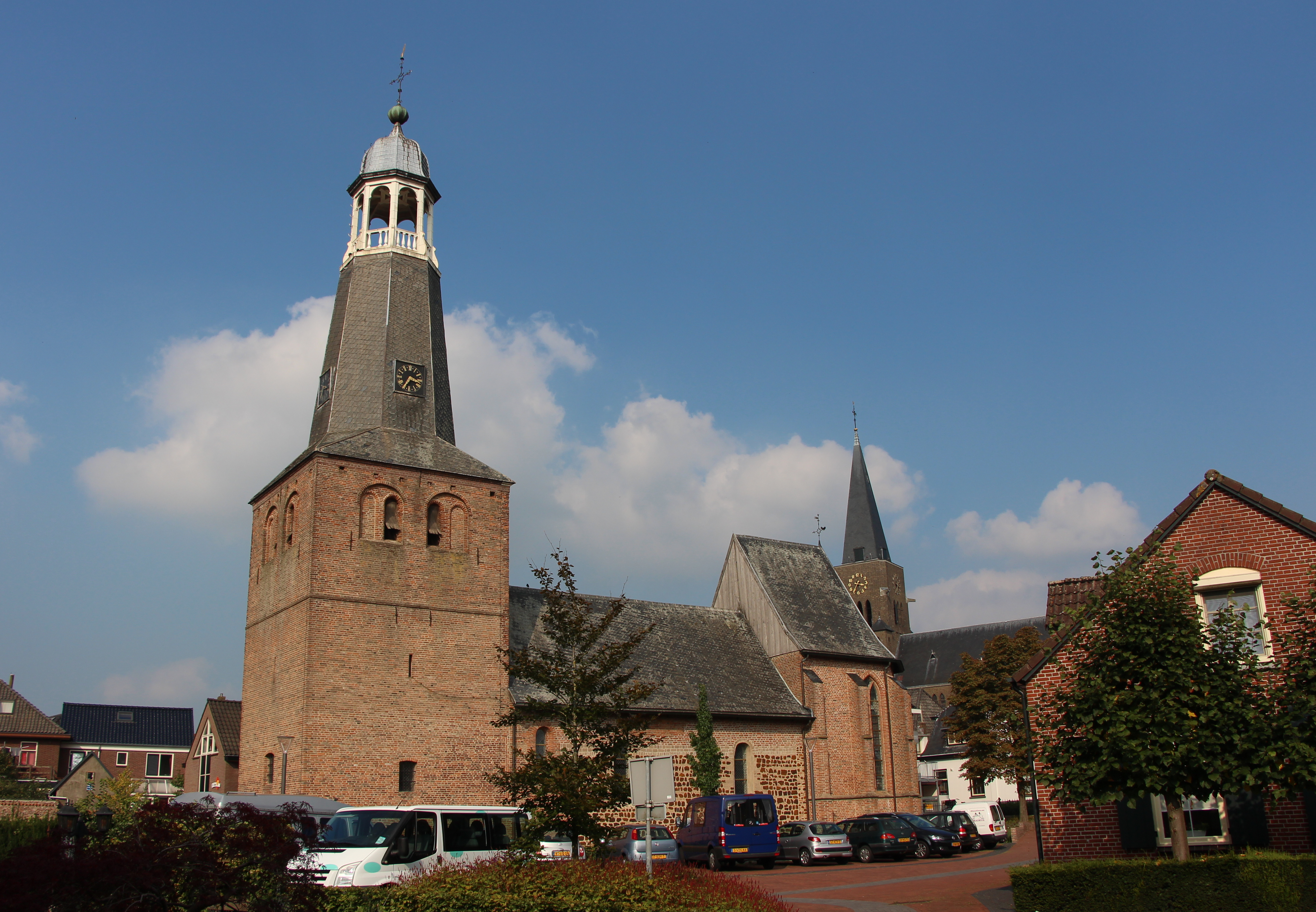
Oude Mauritiuskerk met afgeknotte torenspits

Silvolde maakte in de dertiende eeuw deel uit van het graafschap Lohn. In 1316 blijken de gerichten en Silvolde echter allodiaal bezit te zijn van Van Heinsberg, die er dan Hendrik van Wisch mee beleent. De kerk van Silvolde is een dochterkerk van de Laurentiuskerk in Varsseveld en werd daarvan tussen 1234 en 1246 afgesplitst. Beide parochies maakten deel uit van het bisdom Münster. De Oude Mauritiuskerk ging in 1674 na de reformatie over naar de protestanten.
Op 14 juli 1825 werd Silvolde getroffen door een grote brand. De katholieke kerk, 31 huizen en drie schuren werden in de as gelegd. De schade werd begroot op 70.000 gulden. Daarna werd een rooms-katholieke waterstaatskerk gebouwd, die in 1931 werd vervangen door de huidige Sint-Mauritiuskerk, ontworpen door de architect Johannes Sluijmer.

## Wetenswaardigheden
- Aan de noordzijde van het dorp loopt de spoorlijn Winterswijk - Arnhem. Aan deze spoorlijn had Silvolde tot 1921 een eigen Stopplaats Silvolde. Sindsdien is Station Terborg het dichtstbijzijnde.
- Het evenemententerrein van het DRU Industriepark ligt op Silvolds grondgebied. Jaarlijks vinden hier grote openluchtfestivals plaats zoals Huntenpop, Festivaart en Coverland.
- Van 1952 tot 1981 lag in Silvolde het dierenpark Tropisch Oosten.
- De buurtschappen Bontebrug en Kroezenhoek horen bij Silvolde.

## Afbeeldingen

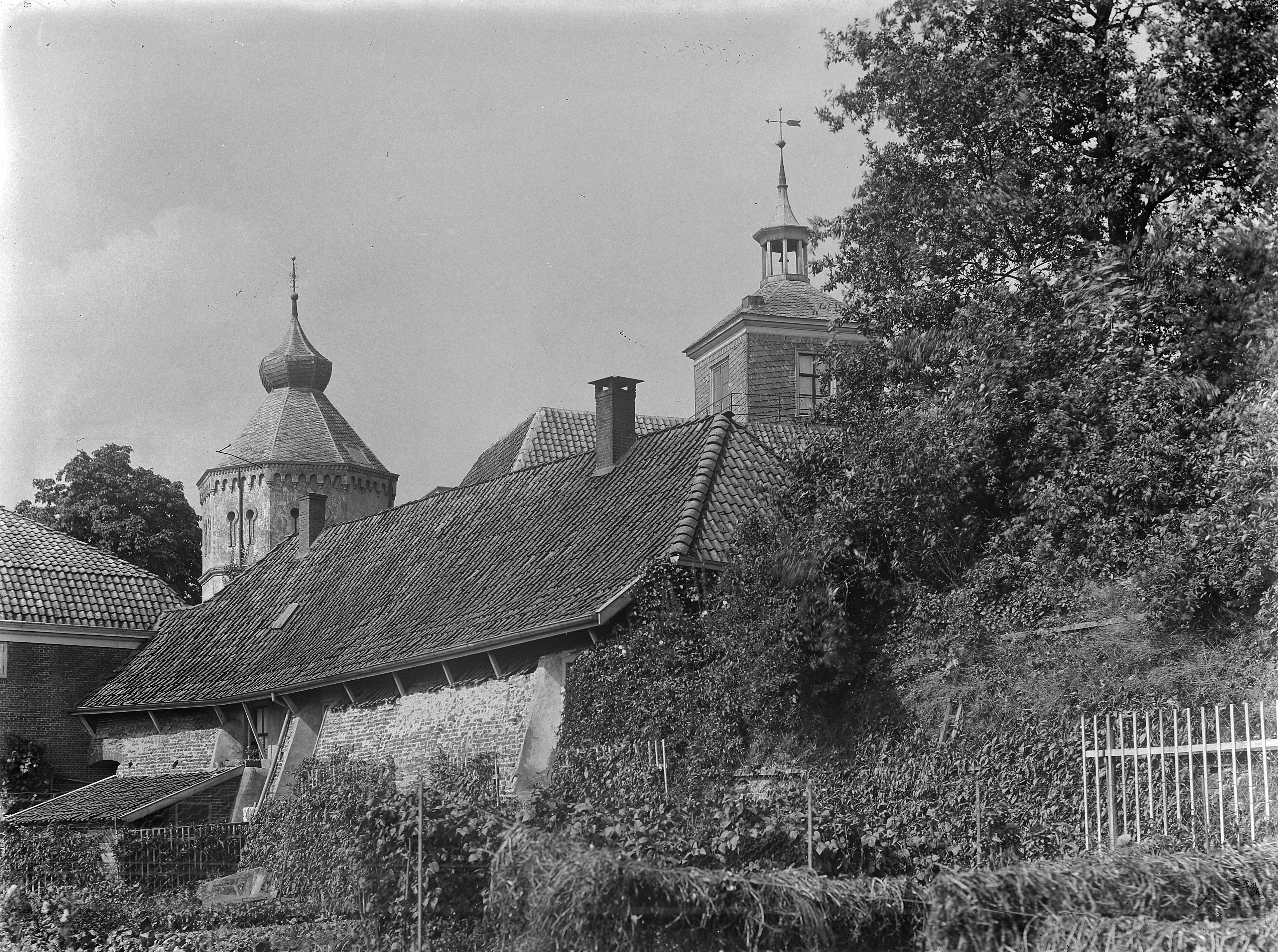
Voormalig kasteel Schuilenburch
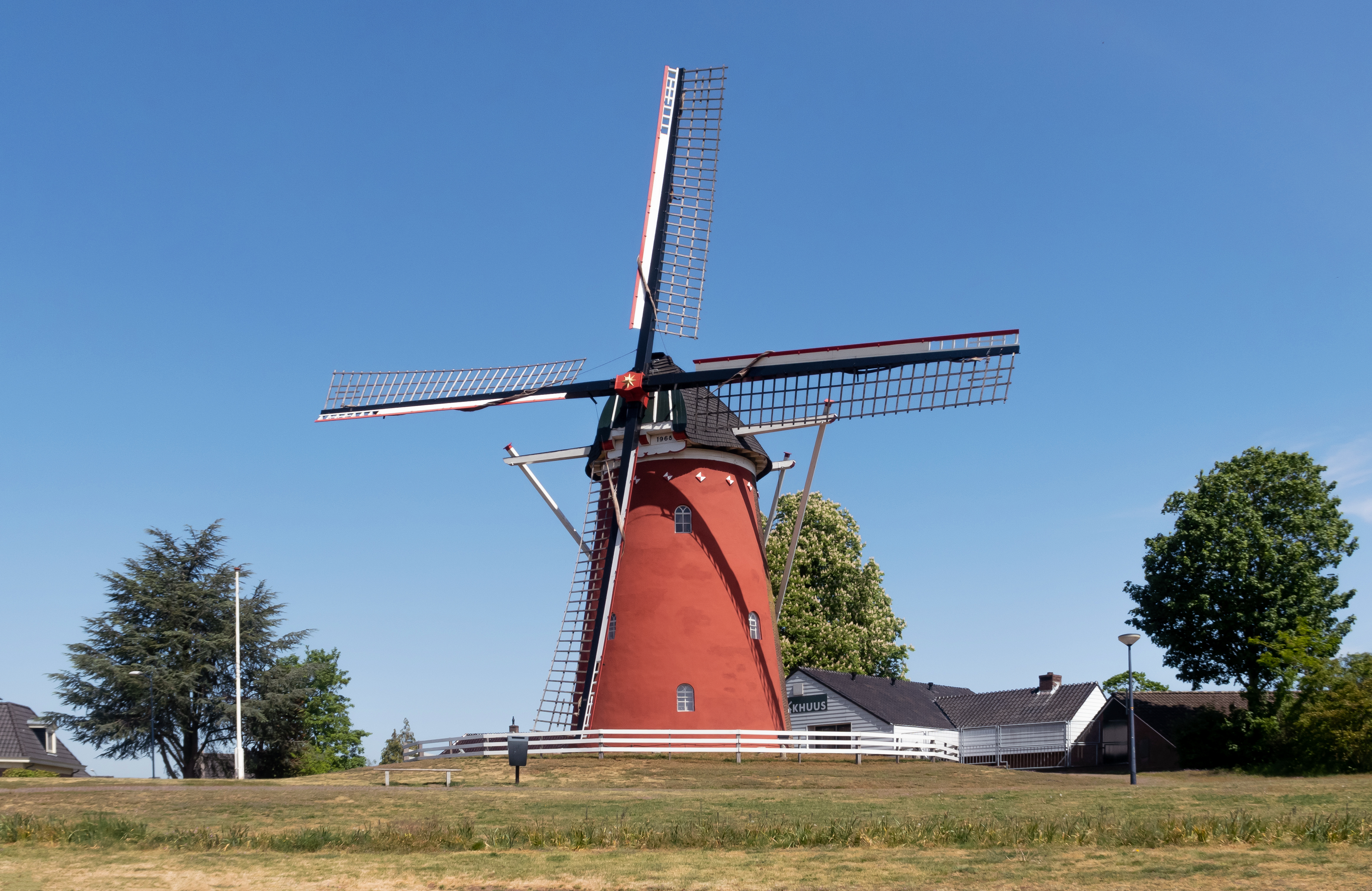
Gerritsens Molen
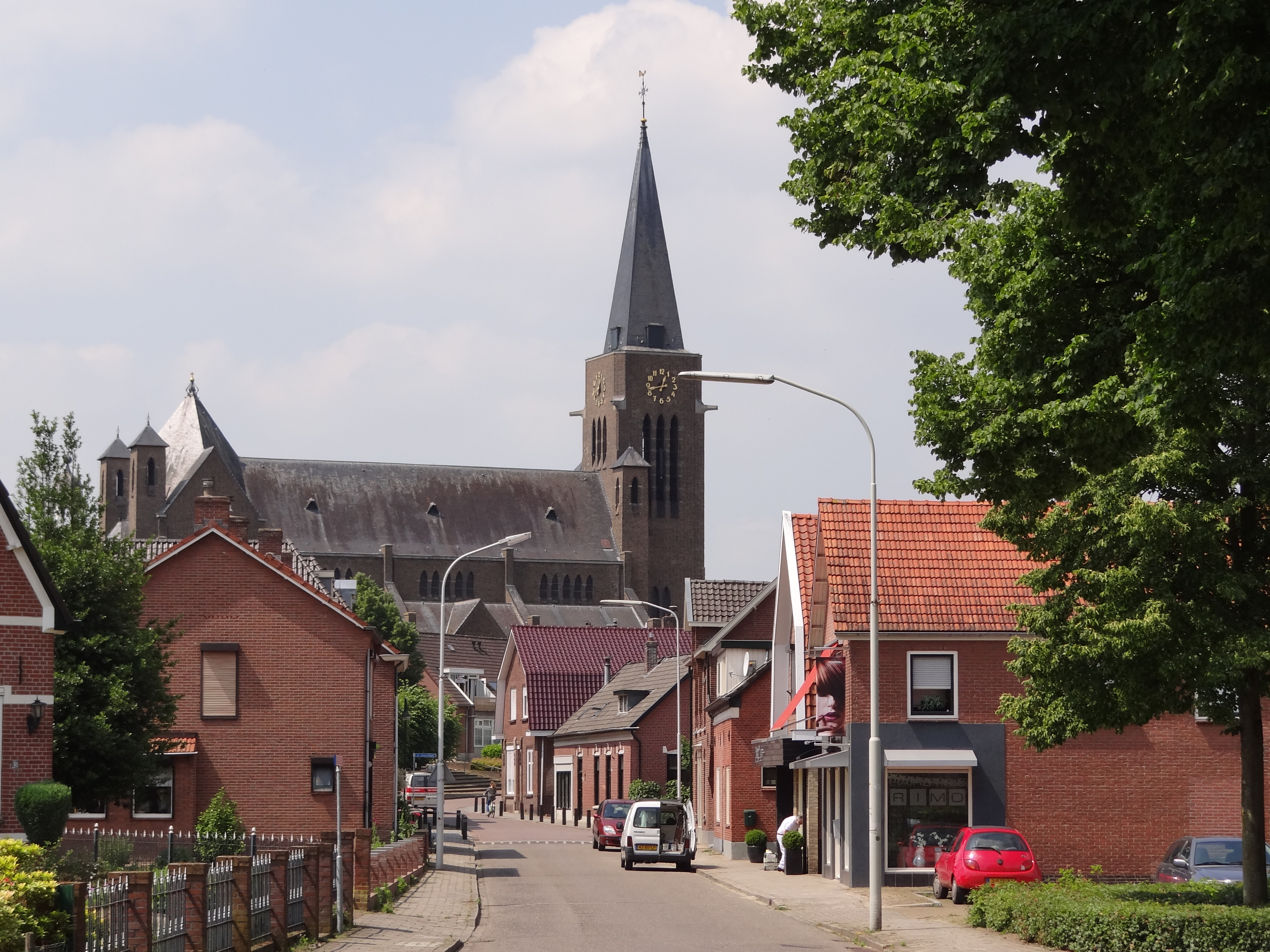
Centrum met de Sint-Mauritiuskerk

## Verenigingen
- Heemkundige vereniging "Old Sillevold "
- Volleybal vereniging "Vollverijs"
- Voetbalvereniging "Sportclub Silvolde"
- Schuttersvereniging "Willem Tell Silvolde"
- Harmonie "St. Radboud"
- Gymnastiekvereniging "Souplesse"
- Carnavalsvereniging "de Metworst"
- Carnavalsvereniging "de Foekepot"
- Carnavalsvereniging "Stichting Jeugdcarnaval"

## Scholen
Silvolde kent meerdere scholen, zowel voor basis- als voortgezet onderwijs:
- Isala, onderdeel van Almende College, voor havo-d, havo en vwo
- Laudis, onderdeel van Almende College, voor vmbo
- De Plakkenberg voor basisonderwijs
- De Bontebrug voor basisonderwijs

## Evenementen
- Carnaval in februari of maart
- Zeepkistenrace in mei
- DKL-Party, festival in het laatste weekend van juni
- Huntenpop, popfestival in augustus
- Kermis in het derde weekend van september

## Recreatie
- Zwembad De Paasberg

## Bekende (oud)-inwoners
- Dries Bijlsma
- Joost Boot
- Arne Jansen
- Tom van der Lee
- Wim Mager
- Marino Pusic
- Herman Suselbeek
- Gerard Tebroke

Stad: Terborg

Dorpen: Bontebrug · Breedenbroek · Etten · Gendringen · Megchelen · Netterden · Silvolde · Sinderen · Ulft · Varsselder · Varsseveld · Westendorp

Buurtschappen en gehuchten: De Heuven · Engbergen · Heelweg-Oost · Heelweg-West · Milt · Vriezelaar · Rafelder · Veldhunten · Voorst · Wals · Warm · Wieken · IJsselhunten · Ziek

Gelderland: Steden en dorpen in Gelderland      Nederland: Provincies · Gemeenten